# Casa Ribas i Crehuet
La Casa Ribas i Crehuet és un edifici del municipi de Girona que forma part de l'Inventari del Patrimoni Arquitectònic de Catalunya.

## Descripció
És un edifici de planta baixa i quatre pisos, de composició simètrica respecte a un cos central treballat amb pedra i clos amb un frontis amb volutes i ràfecs i una finestra el·líptica. Aquest cos agrupa la porta encoixinada (igual que les finestres de planta baixa i primer pis) d'arc carpanell amb dos balconets corbats al damunt i dos fileres verticals de balconets a pla de façana de balustres.
Aquest cos s'uneix amb el sòcol de la planta baixa, de pedra també, de planta baixa i un pis. Els laterals dels cos centrals són esgrafiats amb motius florals. Al mig d'aquests panys hi ha finestres amb ampit i laterals de pedra. Els laterals es clouen amb ràfec volat de pedra.
Aquest bloc permet apreciar el llenguatge arquitectònic de maduresa de Rafael Masó en tant que va resoldre de forma brillant i subtil la problemàtica d'aixecar un edifici entre mitgeres que s'integrés a l'entorn històric i a l'estretor del carrer sense caure en solucions fàcils ni estridents. A la part baixa la pedra sintonitza amb l'entorn més immediat, però a mesura que s'alça l'edifici, els materials i les formes semblen més lleugers. El color palla de la façana no trenca l'harmonia del gris pedra de l'entorn.

## Història
El 1492 hi havia un carrer al costat esquerre de la casa (c/ Hernández) del Call Jueu que al 1725 es dona llicència per cobrir. El 1920 aquesta zona estava arruïnada i s'acabà de tapar el carrer edificant-hi.